# Brigite, Duquesa de Gloucester
Brigite, Duquesa de Gloucester LG GCVO GCStJ (nascida: Birgitte Eva van Deurs Henriksen; Odense, 20 de junho de 1946) é a esposa do príncipe Ricardo, Duque de Gloucester, neto do rei Jorge V do Reino Unido e da rainha Maria de Teck. Junto com o marido, ela realiza deveres oficiais em nome do rei Carlos III.

## Família e educação
Brigite Eva Henriksen nasceu em Odense, Dinamarca. Era a filha mais nova do falecido advogado Asger Preben Knud Wissing Henriksen e de sua falecida ex-esposa, Vivian van Deurs. Quando seus pais se separaram, ela tomou o sobrenome materno.
Depois de ser educada em Odense e em Lausana, Brigite mudou-se para Cambridge, Inglaterra, onde conheceu seu futuro marido. Em 1971, ela adquiriu um diploma em Estudos Econômicos e Comerciais em Copenhagen, para trabalhar na embaixada dinamarquesa em Londres.

## Casamento
Em fevereiro de 1972, Brigite começou a namorar o príncipe Ricardo de Gloucester, o segundo filho mais velho do Duque e da Duquesa de Gloucester. O casamento realizou-se no dia 8 de julho de 1972 na Igreja de St. Andrew, Barnwell , Northamptonshire. Nessa data, ela recebeu o tratamento de Sua Alteza Real e o título de "Princesa Ricardo de Gloucester".
Seis semanas após o seu casamento, o irmão mais velho do seu marido, o príncipe Guilherme, foi morto em um acidente aéreo. Ricardo, então, tornou-se herdeiro do ducado, recebendo o título de Duque de Gloucester após a morte de seu pai, em junho de 1974.
O casal teve três filhos:
- Alexandre Windsor, Conde de Ulster, em 24 de outubro de 1974;
- Davina Windsor, em 19 de novembro de 1977;
- Rose Windsor, no dia 1º de março de 1980;

Nenhum dos filhos tem deveres reais oficiais.

## Deveres reais
A Duquesa de Gloucester é patrona de um grande número de organizações, muitas das quais estão ligadas a áreas de saúde, educação e bem-estar.
Ela também costuma acompanhar o Duque de Gloucester nas suas visitas oficiais ao exterior: a sua primeira visita foi em 1973, quando representaram a Rainha no 70.º aniversário de Olavo V da Noruega.
A duquesa também é patrocinadora de dois navios da Marinha Real Britânica: HMS Gloucester e HMS Sandown.

## Títulos e honrarias

### Títulos
- 20 de junho de 1946 - 15 de janeiro de 1966: Srta Brigite Henriksen
- 15 de janeiro de 1966 - 8 de junho de 1972: Srta Brigite van Deurs
- 8 de julho de 1972 - 10 de junho de 1974: Sua Alteza Real Princesa Ricardo de Gloucester
- 10 de junho de 1974 - presente : Sua Alteza Real a Duquesa de Gloucester

### Honras
- LG: Dama da Jarreteira
- GCVO: Grande Dama da Cruz da Real Ordem Vitoriana
- DStJ: Dama da Ordem de São João
  - GCStJ: Dama da Grande Cruz da Ordem de São João
- Ordem da Família Real da Rainha Elizabeth II

Honras militares britânicas
- Coronel-em-chefe, do Royal Army Dental Corps
- Vice-coronel-em-chefe, do Adjutant General's Corps
- Coronel Real, do 7.º Batalhão The Rifles

Honras militares de domínios da Commonwealth
- Colonel-em-chefe,  Canadian Forces Dental Service
- Colonel-em-chefe,  Royal Australian Army Educational Corps
- Colonel-em-chefe,  Royal New Zealand Army Educational Corps
- Colonel-em-chefe,  Bermuda Regiment